# Ernst Zeuthen
Ernst Johan Zeuthen (30. december 1880 i Kronberg, Sverige – 15. september 1938 i Gentofte) var en dansk maler og grafiker.
Ernst Zeuthen blev skibsingeniør i Göteborg i 1903, tog tegneundervisning hos Agnes Jensen 1908-09 og gik på Kunstnernes Frie Studieskoler hos Johan Rohde i 1909 og debuterede i 1912 på Kunstnernes Efterårsudstilling. Gennem hans virke som maler, der tog fart, mens han arbejder som skibskonstruktør i USA i 1906-1908, var Ernst Zeuthen på arbejdsrejser til Italien, Frankrig, Norge og Schweiz. Særligt Italiens landskaber inspirerede ham til store stemningsmættede landskabsmalerier ligesom klassiske arbejder af blandt andre Giotto di Bondone indspirerede. Dette ses direkte i Zeuthens linoleumstryk efter fotos af Giotto di Bondone og mere indirekte i malerier som "Havemanden". 
Hans kunst står som en bemærkelsesværdig, men noget isoleret søjle i samtiden. Den rummer en stærkt religiøs tone, som er usædvanlig på vore breddegrader. Hans kunst er blevet betegnet som fanatisk, på grund af sit kraftfulde og glødende udtryk. Hans teknik var præget af korte og parallelle penselstrøg, eller farverne er lagt på med kniv og slebet ned. Han søgte at udtrykke det evige og uforgængelige, eller den guddommelige kraft, som gennemtrænger alt. Med få stærke farver i symmetriske og enkle kompositioner, gentog han intense og kosmiske oplevelser af naturen. 
Ifølge grev Eigil Knuth, der har skrevet bogen Ernst Zeuthen i 1943, blev denne søgen til tider en mani for Ernst Zeuthen. Hans egen søgen efter præcision i sit udtryk følte han aldrig, at han kunne leve op til, og han var derfor ofte tilbageholdende med at afhænde sine produktioner. I flere tilfælde arbejdede han med den korrekte farvekombination i et værk i årevis, og det skete at han hentede allerede solgte malerier hos køberen for at korrigere en farvesammensætning. 
Han dyrkede en række hovedmotiver, som han med sin trang til fordybelse og stræben efter perfektion, atter og atter gentog: Havet, skibet, fjeldet, den grønne ø, solen, blomsterne og portrættet. 
Ernst Zeuthen var medlem af Den Frie Udstilling fra 1917 og han modtog Eckersberg Medaillen i 1926.
Begravet på Gentofte Kirkegård.

## Udstillede værker
En dame i en have (1915, Stat. Mus. for Kunst); portræt af højesteretsdommer Viggo Thorup (1921, Randers Kunstmus.); Skibsbrand (1921, Fyns Kunstmus.; Marine (1922, smst.); Hønsepigen (1922, Esbjerg Kunstmus.); Padua (1926, Randers Kunstmus.); Selvportræt (1927, Stat. Mus. for Kunst); Sol over havet (1928, smst.); Vesterhavet (1928, Storstrøms Kunstmus.); Solopgang (1928, Esbjerg Kunstmus.); Barken (1928-29, Aarhus Kunstmus.); portræt af maleren Joakim Skovgaard (1929, Fyns Kunstmus.); Eftermiddagssol over havet (1929, Storstrøms Kunstmus.); Havet (1930, Aarhus Kunstmus.); Marine (1931-35, Vejen Kunstmus.); To røde valmuer (1933, Trapholt); Hvid chrysantemum (1933, Nordjyll. Kunstmus.); En sky stiger op af havet (1936-37, Storstrøms Kunstmus.); portræt af overbibl. H.O. Lange (Det kgl. Bibl.); Vrag i solstriben (litografi, Ungdomssk. Mejlen, Århus).

## Udstillinger
KE 1912-14, 1917, 1941, 1951 (jub.udst.); Charl. Forår 1914-16; Den frie Udst. 1917-38; Nord. Grafik 1924 (Sth. og Oslo), 1925 (Kbh.); Unionalen 1927 (Sth.), 1928 (Oslo), 1931 (Kbh.); Neuere dä. Malereri, vandreudst., Tyskland 1932; da. udst. i Ungarn 1936; i Bukarest 1936-37; i Beograd 1937; NCF Jub. Udst. Charl.borg 1952; Nyere da. malerkunst, Fyns Stiftsmus. 1952; Århus permanente Udst. 1957; Oslo Kunstforen. 1958; 500 års da. portrætter, Charl.borg 1961; Den Fries Mindeudst., Kunstforen., Kbh. 1966; Kunst på papir, Skovgaardmus. 1979; Erling Koefoeds saml., Nikolaj, Kbh. 1980; Storm og stille, Valdemars Slot 1980. Separatudstillinger: Kunstforen., Kbh. 1915, 1917, 1923, 1937; Arnbak 1920 (træsnit); Den frie Udst. bygn. 1921, 1940 (minde); Atelierudst. 1924, 1926; Odense 1925; Randers Mus. 1928; Svendborg 1930; Samleren 1934; Oslo Kunstforen. 1958; Kunstforen. i Maribo 1962; Gal. Gl. Strand 1980.